# آندره فرکرویسه
آندره فرکرویسه (انگلیسی: André Vercruysse) دوچرخه‌سوار اهل بلژیک بود.